# Quentin Letts
Quentin Richard Stephen Letts (6 de febrer de 1963) és un periodista anglès, que col·labora als diaris The Daily Telegraph, Daily Mail, Mail on Sunday, New Statesman i The Times.
Estudià Literatura Medieval i Arqueologia clàssica. Ha escrit per un gran nombre de diaris. Va començar a escriure un acolumna al Daily Telegraph el 1987. A mitjans dels anys 90 va anar a Nova York com a corresponsal de The Times. També participà en una columna al Daily Mail, firmant com Clement Crabbe. Exercí la crítica política i teatral.